# Teetz-Ganz
Teetz-Ganz, von 1957 bis etwa 1992 Teetz oder Teetz/Ganz, war eine von 1957 bis 2002 existierende Gemeinde, zunächst im Kreis Kyritz im Bezirk Potsdam der DDR, von 1990 bis 1993 im Landkreis Kyritz und ab 1993 im Landkreis Ostprignitz-Ruppin des Landes Brandenburg. Teetz-Ganz wurde zum 31. Dezember 2002 in die Stadt Kyritz eingemeindet und ist seither ein Ortsteil der Stadt Kyritz.

## Geschichte
Teetz wurde 1305 – allerdings nur indirekt – erstmals erwähnt als ein Jane von dene Tyeze Zeuge in einer in Havelberg ausgestellten Urkunde ist. 1337 wurde auch der Ort selbst genannt. Die Hebungen in dem markgräflichen Ort waren noch vor 1337 in Adelsbesitz gekommen und wurden 1337 an einen Altar in der Nicolaikirche in Kyritz übertragen. Das Dorf selber gehörte zur Vogtei (oder Herrschaft) Fretzdorf. 1438 wurde die Herrschaft Fretzdorf an den Bischof von Havelberg verkauft. 1571 wurde der bischöfliche Besitz vom Amt Wittstock verwaltet. Das Dorf Teetz verblieb beim Amt Wittstock bis 1872. Teetz liegt in der Prignitz, kam in der Kreisreform von 1817 zum Kreis Ostprignitz und in der Kreisreform von 1952 in der damaligen DDR zum Kreis Kyritz (Bezirk Potsdam).
Das mittelalterliche Dorf Ganz war bis spätestens zum Zeitpunkt der Erstnennung 1438 wüst gefallen. Bis 1556 war ein neues Dorf aufgebaut worden. Der Ort Ganz gehörte zur Herrschaft Fretzdorf, die 1438 an den Bischof von Havelberg gekommen war. Allerdings wurde die damals wüste Feldmark an Adlige weiterverliehen und verblieb in Adelsbesitz bis zur Übertragung der grundherrlichen Rechte 1849 an das Kreisgericht Wittstock. Wie Teetz kam Ganz 1817 zum Kreis Ostprignitz und 1952 zum Kreis Kyritz im Bezirk Potsdam der damaligen DDR.
Bereits 1928 war der Ort Lellichow nach Ganz eingemeindet worden. 1957 wurde diese Eingemeindung rückgängig gemacht. Zum 1. Januar 1957 wurde Lellichow dann nach Bork eingemeindet, Ganz wurde dagegen nach Teetz/Ganz eingemeindet. Die Gemeinde Teetz schloss sich 1992 mit sechs anderen Gemeinden und der Stadt Kyritz zur Verwaltungsgemeinschaft Amt Kyritz zusammen.
Unklar ist nun, wann sich die Gemeinde den Namen Teetz-Ganz zugelegt hat. Das Historische Gemeindeverzeichnis meint seit der Eingemeindung 1957 (als Teetz/Ganz), das Historische Ortslexikon sagt dagegen erst seit 1995. In der Karte der Verwaltungsgrenzen von Brandenburg und Berlin von 1990 erscheint der Doppelname Teetz-Ganz nicht (im Gegensatz etwa zu Rehfeld-Berlitt). Auch bei der Bildung des Amtes Kyritz 1992 ist der Name der Gemeinde noch als Teetz geschrieben (hier erscheint beispielsweise bereits Bork-Lellichow). Geht man damit von dieser Quelle aus, müsste sich die damalige Gemeinde den Doppelnamen Teetz-Ganz erst nach August 1992 zugelegt haben.
Zum 31. Dezember 2002 wurde die Gemeinde Teetz-Ganz in die Stadt Kyritz eingemeindet und aufgelöst. Seither ist Teetz-Ganz ein Ortsteil der Stadt Kyritz. Der Ortsbeirat besteht aus sechs Mitgliedern, die aus ihrer Mitte den Ortsvorsteher und dessen Stellvertreter wählen. Mit dem 26. Oktober 2003 wurde das Amt Kyritz aufgelöst und die Stadt Kyritz amtsfrei.
Bevölkerungsentwicklung von 1964 bis 2001
| Jahr      | 1964 | 1971 | 1981 | 1985 | 1989 | 1990 | 1992 | 1994 | 1996 | 1998 | 2000 | 2001 |
| Einwohner | 465  | 520  | 416  | 381  | 330  | 320  | 324  | 324  | 326  | 336  | 331  | 307  |